# Клементина Черчил
Клементина Спенсер-Черчил, Бароница Спенсер-Черчил (рођена Хозиер; 1. април 1885—12. децембар 1977) је била жена сер Винстона Черчила.

## Младост
Иако је правно била ћерка Хенрија Монтагуа Хозиера и лејди Бланш Хозиер, њено очинство је предмет расправе, јер је лејди Бланш била позната по бројним аферама. 
Када је Клементина имала 14 година, 1899. године, преселила се са породицом у Дјеп. Тамо је породица провела само једно лето. Док су били у Дјепу, породица се упознала са другим становницима града који су били из Енглеске. Група грађана из Енглеске се звала ла Колони. Ова група се састојала од бивших војника, писаца и сликара, као што су Обри Бирдсли и Волтер Сикерт. Волтер је постао близак пријатељ породице. Срећан живот Хоизера у Француској је био нагло прекинут када се Кити, најстарија ћерка, разболела. Бланш је одлучила да је најбоље да Клементину и њену сестру, Нели, пошаље у Шкотску, како би она могла да се брине о Кити. Кити је умрла 5. марта 1900. године.

## Брак и деца
Удварање између Клементине и Винстона Черчила је било кратко. Иако су се упознали четири године раније, пар се поново видео на вечери 1908. године. На свом првом кратком сусрету Винстон је препознао Клементинину лепоту, а након проведене вечери са њом је схватио да је она и интелигента. Након неколико месеци забављана, Винстон је од Клементинине мајке тражио благослов да је запроси.
Клементина и Винстон су се венчали 12. септембра 1908. године, иако је он био више од десет година старији.
Имали су петоро деце: Дијану (1909.–1963); Рандолфа (1911.–1968); Сару (1914.–1982); Мериголд (1918.–1921); и Мери (1922.–2014).

## Први светски рат
Клементина је током Првог светског рата организовала кантине за раднике у фабрикама муниције.

## Између ратова
Током 1930-их, Клементина је са Винстоном путовала на егзотична острва: Борнео, Сулавеси, Молучка острва, и на Нову Каледонију. Мисли се да је током путовања имала аферу са Теренс Филипом (Нема доказа да се афера догодила, а и мисли се да је Филип био хомосексуалац).

## Други светски рат
Током Другог светског рата је била председница Црвеног крста. Болница Клементина Черчил у Мидлсексу је названа по њој.

## Након рата
Клементини је 1946. године додељен Дамски велики крст Реда Британске империје, чиме је постала Дама Клементина Черчил ГБЕ. Касније јој је додељено неколико почасних диплома разних универзитета, укључујући и Оксфорд.

## Касни живот и смрт
Винстон је умро 24. јануара 1965. године, чиме је Клементина након 56 година брака постала удовица. Тада је имала 80 година.
Након Винстонове смрти, 17. маја 1965. године она је постала Бароница Спенсер-Черчил Чартвела, у Кенту.
Крајем живота је имала финансијских проблема. Она је 1977. године морала да прода пет слика њеног покојног мужа. Продаја је прошла боље него што је очекивала и извукла ју је из проблема.
Клементина је умрла од срчаног удара у Лондону 12. децембра 1977. године. Имала је 92 године и надживела је мужа и троје деце.